# Фон Висинов, Афанасий Денисович
Афанасий Денисович Фон Висинов — стольник (1658), воевода (1673), русский государственный деятель.

## Биография
Род Фонвизиных — немецкого происхождения. Юрий Денисович Фонвисин, сын полковника русской службы, был представителем второго поколения, родившимся в России. Известно, что в середине XVII века он состоял на службе в Оружейном приказе — крупном столичном учреждении.
В 1653 году Юрий Денисович, единственный из своих родичей, принимает православие под именем Афанасий.
Для Афанасия (Юрия) Денисовича переход в православие стал источником царских щедрот. Его возвели в чин стольника (1658), дали солидное денежное пособие, поместья в Ярославском уезде. В то же время его родственники вместо поместного оклада получали только денежное содержание. В духе никоновской реформы была и смена имени Юрий (как народно-разговорного, не книжного, а поэтому маложелательного) на церковно-календарное Афанасий.
Придворный чин стольника давал его носителю право занимать хорошие должности (на воеводстве, в сыске, в приказах), объединяя поместного иноземца с представителями средних дворянских родов. В 1660-е годы А. Д. Фонвисин состоял на воинской службе в польской компании под Полоцком и Смоленском, где русские войска потерпели неудачи. Финал русско-польской войны 1654—1667 годов принес, однако, России возвращение некоторых западных земель.
После завершения службы в Самаре А. Д. Фонвисин участвовал в проведении воеводской реформы последней трети XVII века. В 1678 году он составил переписную книгу г. Холмогоры с уездом. В последний раз он упоминается в 1687 году в связи с организацией Крымского похода, в котором он не мог участвовать, поскольку оставил государеву службу по возрасту.

## Деятельность в Самаре
Получив назначение в Самару, А. Д. Фанвисин стал главным исполнителем и организатором местной власти. Основными направлениями его деятельности, как военного чиновника стало укрепление городка и гарнизона, обновление фортификационных сооружений, приобретших во второй половине XVII века внушительный вид.
Основное население Самары 70-х годов составляли служилые люди, среди которых упоминаются и иноземцы (около 70 человек), которым отводились функции полевых командиров. Вероятно, что среди них были и немцы. Сам воевода и ратники жили в кремле — особо укрепленной части городка, где находились также служебные помещения. Стратегия гарнизонной службы требовала от воеводы большой оперативности, организации разъездов, караулов, станичной службы.
Самарский воевода был и землеустроителем, ведая освоением «пустовых земель», их заселением. Правобережье Самарской Луки — первый земледельческий район края, находился под надежным прикрытием Самары. Постепенно увеличивался земледельческий потенциал всего региона.
В 1673 году Фанвисин распорядился построить для защиты правобережных сельских поселений Самарской Луки три острожка на волжской переволоке. Одновременно их гарнизоны контролировали перевозы на этом важном участке речной торговли, способствуя и налаживанию местного товарообмена.